# A Sharp (.NET)
A# est le portage du langage de programmation Ada pour la plateforme Microsoft .NET. A# est distribué gratuitement par le département d'informatique de l'Académie de la Force aérienne des États-Unis sous la Licence publique générale GNU. Ce service fut offert à la communauté parce que beaucoup d'avions fonctionnent avec des routines logicielles écrites en Ada.
L'AdaCore a repris le développement et a annoncé un compilateur spécifique pour la plateforme .NET. En plus de supporter toutes les fonctionnalités du A#, ce compilateur offre quelques bonus : c'est un "GNAT for .NET" 